# 唐德尔山
46°35′41″N 6°18′36″E / 46.59472°N 6.31000°E

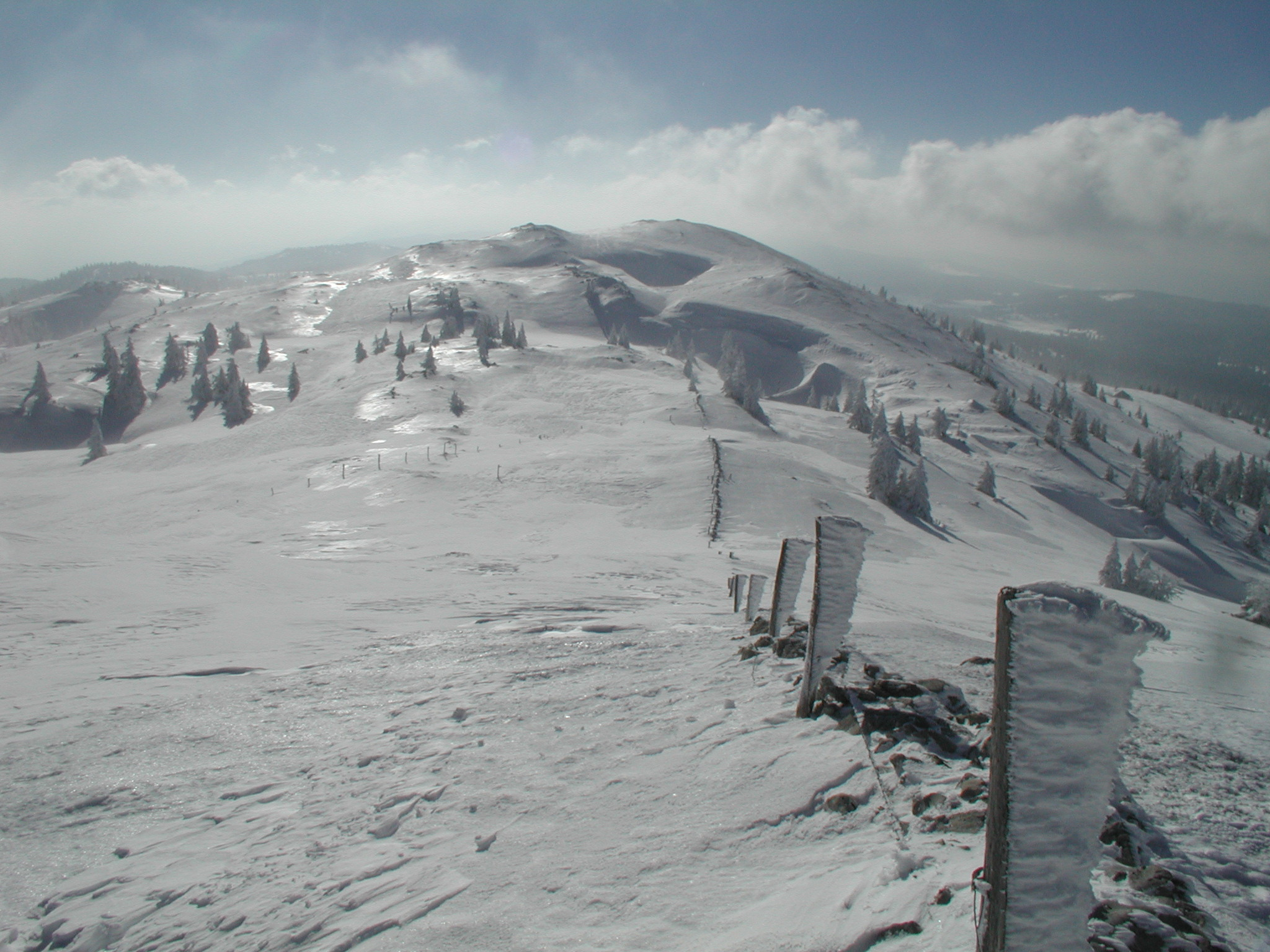

唐德尔山（Mont Tendre）是瑞士的山峰，位於該國西部，由沃州負責管轄，屬於汝拉山的一部分，海拔高度1,679米，山體在侏羅紀時期由石灰岩組成。